# Trigonarthris proxima
Trigonarthris proxima là một loài bọ cánh cứng trong họ Cerambycidae.